# Samuel S. Carr
Samuel S. Carr (* 15. Oktober 1837 in England; † 25. Februar 1908 in Brooklyn, New York) war ein US-amerikanischer Genremaler, der sich vor allem auf die Darstellung von spielenden Kindern, Schafen und Strandszenen spezialisiert hat.

## Leben
Samuel Carr studierte an der Royal School of Design in Chester, England, und emigrierte 1863 in die USA. 1865 belegte er einen Kurs in Technischem Zeichnen an der Cooper Union in New York City. Ab 1870 lebte er in Brooklyn, New York, und war Mitglied und kurzzeitig auch Präsident des Brooklyn Art Club.

## Bildauswahl

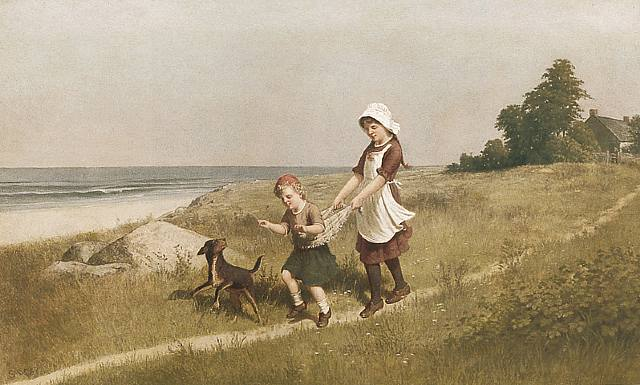
Frolic Along a Country Path
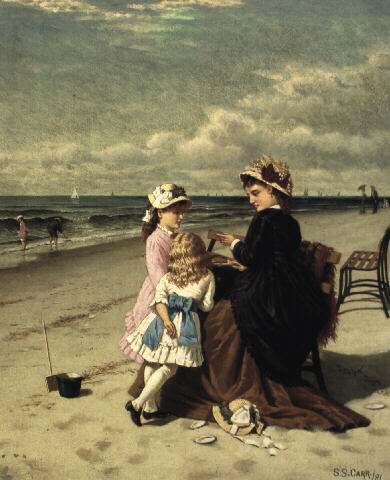
At the seashore
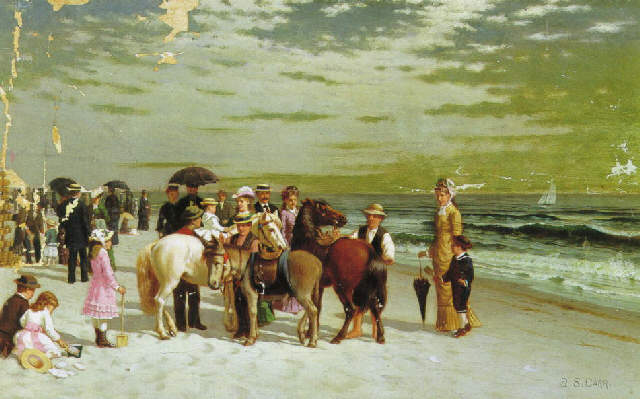
Beach scene
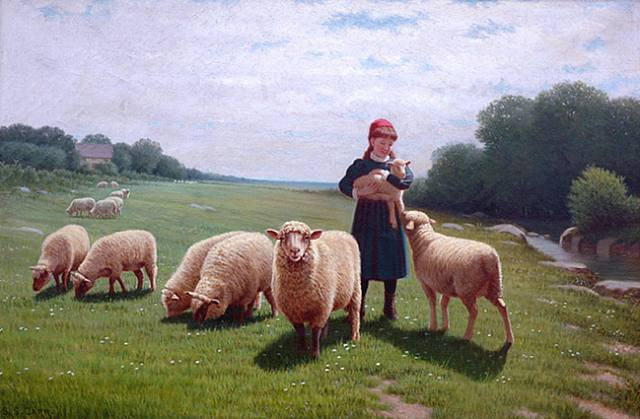
Holding the lamb